# آني ماينارد
آني ماينارد (بالإنجليزية: Annie Maynard)‏ هي ممثلة أسترالية، (ولدت في أستراليا القرن 20  م).

## وصلات خارجية
- آني ماينارد على موقع IMDb (الإنجليزية)
- آني ماينارد على موقع قاعدة بيانات الفيلم (الإنجليزية)